# Raymond Marchal

Le Général ingénieur Raymond Hippolyte Firmin Marchal est né le 11 mars 1910 à Paris et y est décédé le 12 septembre 1992 et sera inhumé à l'ancien cimetière du Raincy (Seine Saint-Denis). Ancien aviateur et ingénieur aéronautique français de renom.
Diplômé de l'École Polytechnique et ingénieur de l'École Supérieure de l'Aéronautique, ce polytechnicien est devenu directeur technique chez SNECMA (Société Nationale d'Étude et de Construction de Moteurs d'Aviations). Il a consacré son temps à des recherches et des développements essentiels pour la création de moteurs à huile lourde pour l'aviation, en tant que technicien des moteurs. Il a aussi enseigné dans plusieurs instituts et écoles techniques. Grâce à son travail et ses connaissances approfondies, on lui doit de nombreux ouvrages et articles scientifiques jusqu'à nos jours.
Il épousa Denise Edmée Marchal (née Massenet), née le 9 juin 1914 à Paris, et morte le 6 juin 2018 à Suresnes, Hauts-de-Seine, Île-de-France.

## Biographie
Raymond Marchal, fils d'Hippolyte Édouard Marchal (polytechnicien promotion 1903), frère de Bernard Philippe Georges Marchal (polytechnicien promotion 1935) et frère de Jacques Narcisse Marchal (polytechnicien promotion 1933), et Denise Marchal (1914-2018) décédée le 6 juillet à l'âge de 104 ans, fille de Joseph, Félix Albert Massenet et Anne, Marguerite Labeyrie, donneront naissance à une fille : Claude Marie Marguerite Lucie Marchal, le 25 mai 1936, à Boulogne-Billancourt, Hauts-de-Seine, Île-de-France, et mourra le 9 juillet 1980 à Pau, Pyrénées-Atlantiques, Nouvelle Aquitaine, France.

## Carrières

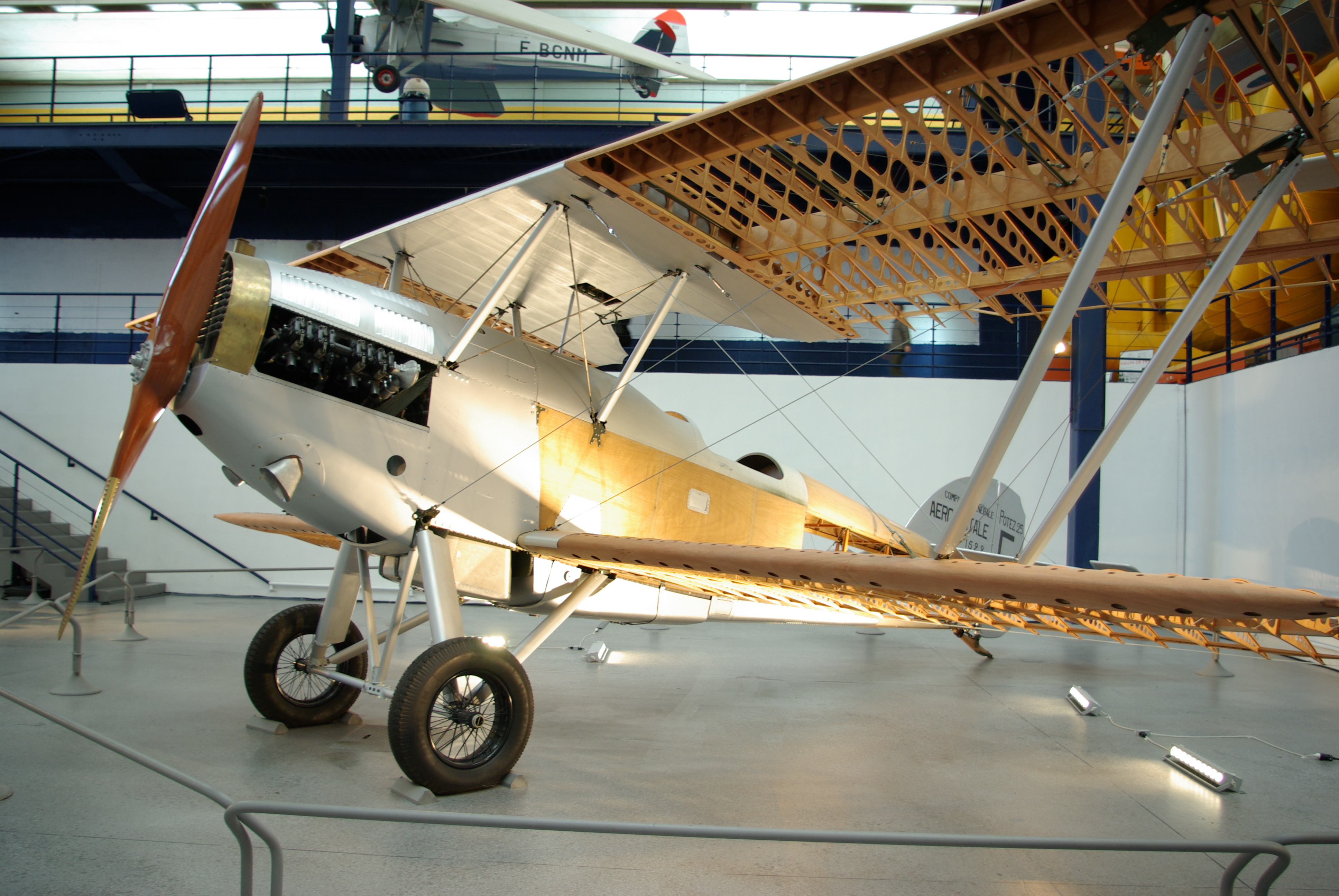
Potez 25

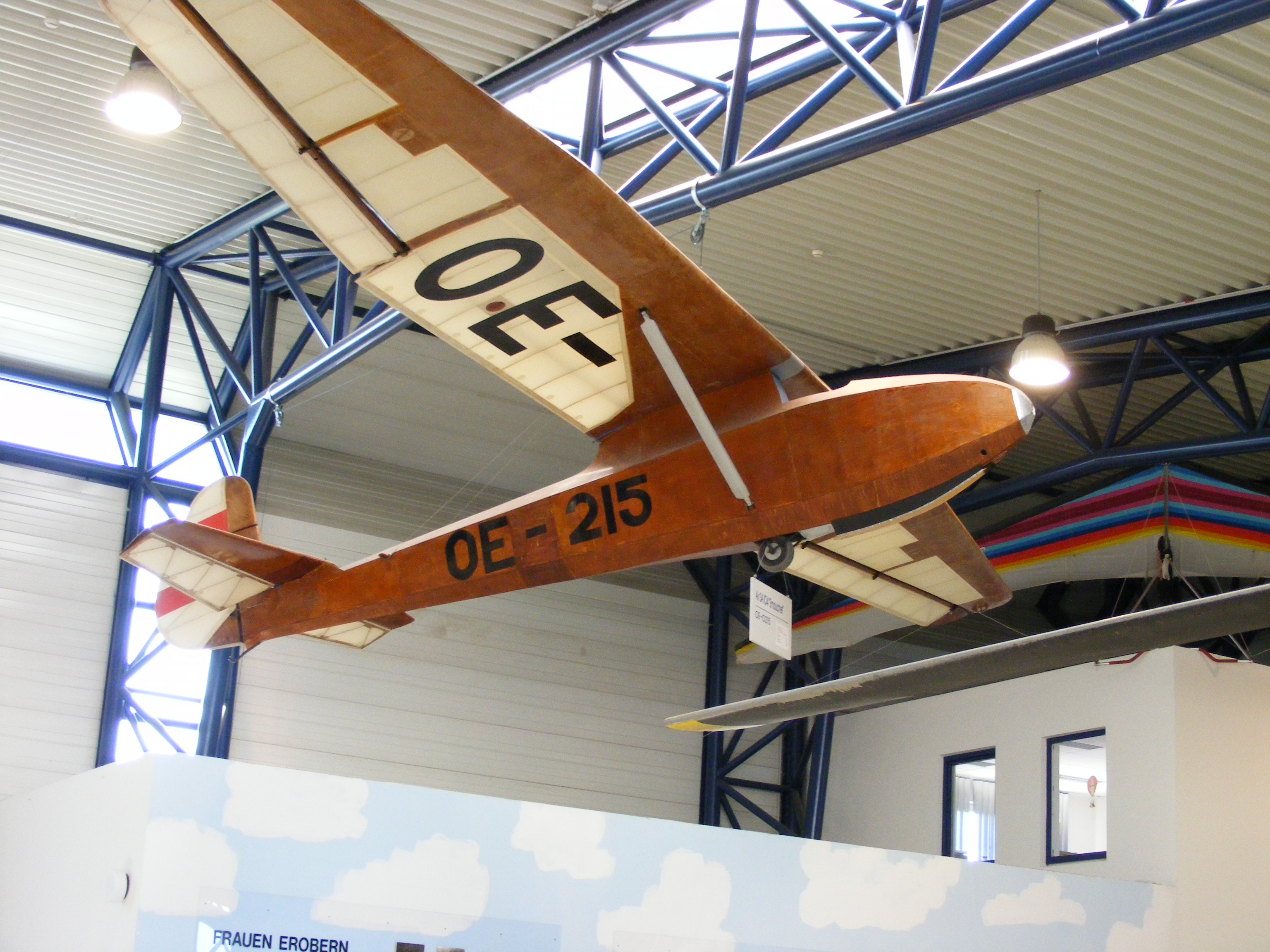
SA-104 "Emouchette"

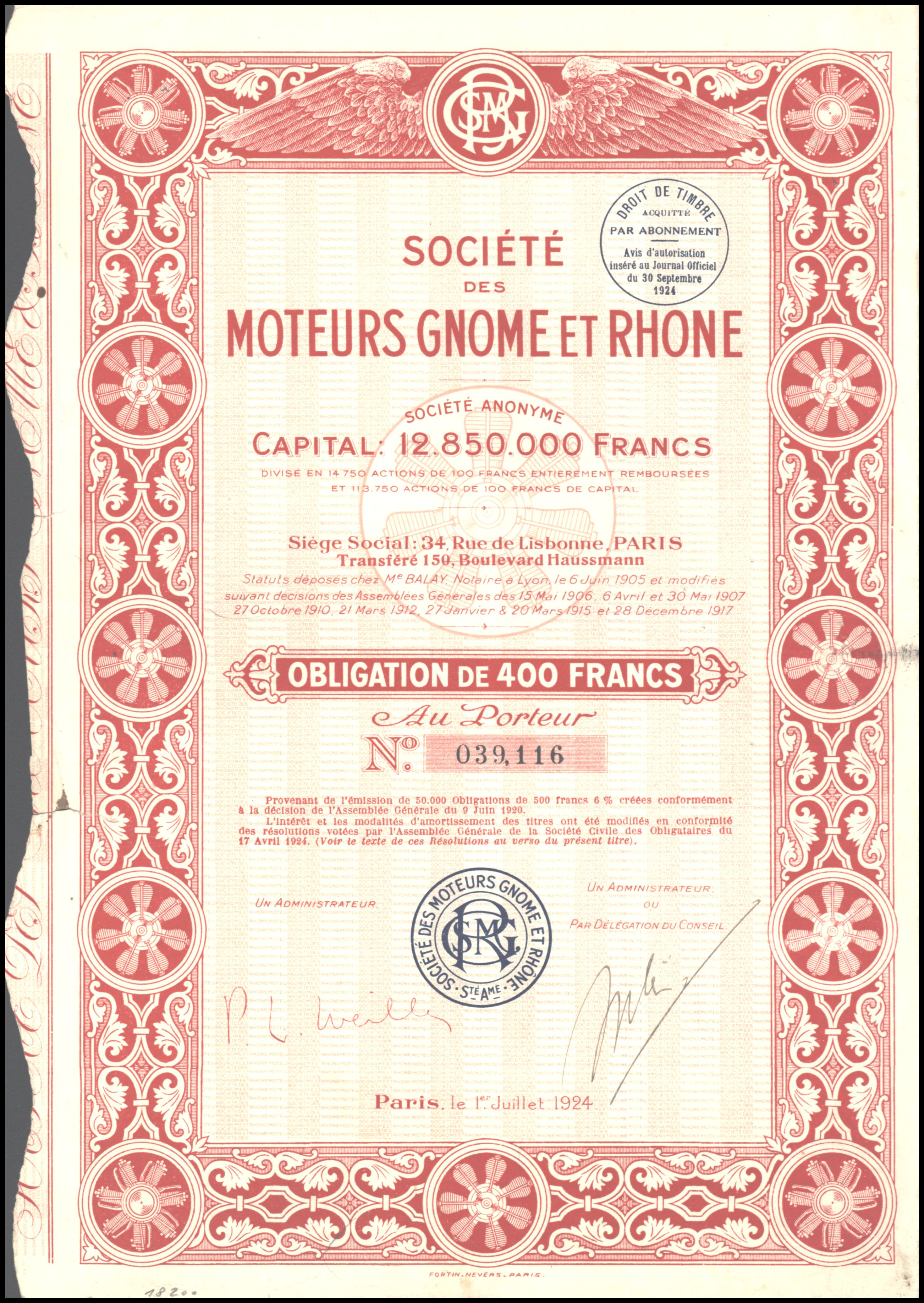
Moteurs Gnome et Rhône

Il consacrera sa vie entière à l'aviation dès son obtention du Diplôme de l'École Polytechnique. Dès 1932, il obtiendra son brevet de pilote de tourisme et pilote de vol à voile 3 ans après. Il sera donc Mécanicien et Ingénieur naviguant.
L'une des caractéristiques de l'industrie aéronautique française d'après-guerre est d'avoir exploré des techniques très variées, financées par le STA (Service Technique Aéronautique)
En effet, après plusieurs vols, il a eu l'opportunité exceptionnelle de piloter le Potez 25, un planeur monoplace avec un moteur Diesel, où il a été l'ingénieur d'essai pour cet appareil en décembre 1937. Il a aussi eu la chance de piloter le planeur "Emouchet", qu'il avait conçu en 1950, équipé de pulsoréacteurs "Escopette" sans pièces mobiles. Il a travaillé sur de nombreux essais en soufflerie, sur le développement de moteurs Diesel et a participé aux certifications des moteurs Hispano-Suiza et Gnome et Rhône en 1937.
En 1939, il est nommé Directeur du Département des moteurs et hélices au Ministère de l'Air. Un an plus tard, le 24 juin 1940, il s'envole pour l'Afrique du Nord à bord d'un Bloch 200, un avion militaire français de l'entre-deux-guerres et bombardier moyen, depuis le C.E.V de Toulouse. En 1945, il prend la direction de la SNECMA. En 1948, il contribue à la création du Centre de Meudon-Villaroche. Moins de dix ans plus tard, en 1954, il établit la Division Atomique de la SNECMA et en devient le directeur de 1956 à 1964 avant d'être promu Directeur Scientifique.

Placée sous le contrôle de la société Focke-Wulf en 1942, l'usine de Châtillon (anciennement usine Brandt) employait les meilleurs ingénieurs de l'État français, dont certains ont rejoint la SNCASO en décembre 1945, tandis que les ingénieurs motoristes, dirigés par l'ingénieur général Raymond Marchal (lui-même), ont formé le GEHL avant de rejoindre la SNECMA (Société Nationale d'Études et de Construction de Moteurs d'Aviation) et sera nommé Directeur de celle-ci.
"Il apporte sa brillante culture, sa connaissance approfondie de l'histoire aéronautique, son infaillible mémoire mais surtout sa sagesse, sa rigueur, sa diplomatie courtoise et sa riche expérience. Il incarne une génération qui ne badinait pas avec le sens des responsabilités, l'effort et le gout de la perfection."

## Distinctions
Il a été distingué comme membre d'honneur de l'Académie Nationale de l'Air et de l'Espace et a présidé l'Association des Amis du Musée de l'Air et de l'Espace, recevant la médaille d'Or de l'association des Vieilles Tiges. Ses titres incluent Commandeur de la Légion d'Honneur, Commandeur des Palmes Académiques, et il est également décoré de la Médaille de l'Aéronautique. Et il recevra également un Lauréat de l'Institut général de l'Air.
- Commandeur de la Légion d'honneur[2] en 1969[3]
- Commandeur des Palmes académiques[2],[3]
- Médaille de l'Aéronautique[2],[3]
- Président de l'Association des Amis du Musée de l'Air et de l'Espace[2]
- Membre d'honneur de l'Académie nationale de l'Air et de l'Espace[2]
- Médaille d'Or des Vieilles Tiges[2]
- Professeur honoraire à l'École nationale supérieure de l'aéronautique et de l'espace

## Œuvres
- Raymond Marchal, Note sur les vibrations, Paris, École nationale supérieure de l'aéronautique, 1947[4].
- Notice abrégée concernant la carrière de M. Raymond Marchal, 1966[4].
- J. Pépin de Bonnerive, Christian Beullac et Raymond Marchal, Automation et avenir humain, Paris, Fayard, 1957[4].
- Raymond Marchal, Dispositif de captation pour tuyères thermopropulsives à combustion périodique, Gauthier-Villars, 1962[4].
- R. Marchal et L. Servanty, Note sur le développement des pulso-réacteurs sans clapets, Paris, Association technique maritime et aéronautique, 1963[4].
- R. Marchal, Transmission de la chaleur par convection dans les tubes, Paris, Eyrolles, 1974[4],[5].
- R. Marchal, Écoulements avec combustion : troisième année, Paris, ENSA, 1956[4].
- Notice sur les travaux scientifiques & techniques de M. Raymond Marchal, 1969[4].
- Additif à la notice sur les travaux scientifiques & techniques de M. Raymond Marchal, 1971[4].
- R. Marchal, Moteurs d'avions, Dunod, 1946[4].
- R. Marchal, La thermodynamique et le théorème de l'énergie utilisable, Paris, Dunod, 1956, 208 p.[4],[5].
- Jean Bertin et Raymond Marchal, L'aérotrain : les difficultés de l'innovation, Les Dernières Nouvelles de Strasbourg, 1977[5].
- Raymond Marchal, Les fondements de la relativité restreinte et ses applications dans le domaine nucléaire, 1959[5].
- Raymond Marchal, Génie atomique : Cours fondamental : Tome I, Paris, Presses universitaires de France, 1967, 440 p.[5],[6].
- Raymond Marchal, Moteurs d'avions, Paris, Technique et vulgarisation, 1953, 678 p.[5].